# The Ziff Who Came to Dinner
«The Ziff Who Came to Dinner» (рус. Зифф, который пришёл на обед) — четырнадцатый эпизод пятнадцатого сезона «Симпсонов». Его первый эфир состоялся 14 марта 2004 года.

## Сюжет
Гомер берет Барта и Лизу в кино, и ему приходится брать с собой детей Неда Фландерса, потому что Нед взял пожилых людей на мороженое, чтобы отпраздновать день рождения Джаспера. Однако в театре Googolplex все фильмы для детей распроданы, и Род и Тодд не позволят Гомеру посмотреть непристойную комедию под названием «Ставка на секс для подростков», поскольку это один из многих фильмов, осужденных христианским изданием под названием «Что бы посмотрел Иисус?». Выслушав упоминание Ленни, он сыграл небольшую роль в фильме ужасов The Re-Deadening будучи садовником, Гомер водит детей на просмотр фильма. Фильм очень пугающий, из-за чего он напугал Барта и Лизу дома, которые думают, что слышат шум с чердака. Но когда они смотрят на чердак, их отпугивают страхи. Когда Барт и Лиза просят Гомера и Мардж заглянуть на чердак, они обнаруживают, что там живет Арти Зифф.
Арти объясняет, что жил на чердаке, потому что его интернет-бизнес Зиффкорп рухнул в пузыре доткомов, и он потерял все свои деньги, потратив их на многие экстравагантные предметы, которые затем были возвращены в собственность, включая репо-фургоны. Он решил жить с Симпсонами, утверждая, что Мардж была самым близким ему человеком к настоящей любви — хотя Мардж быстро отмечает, что у них с Арти было только одно свидание, на котором он чуть не изнасиловал ее на выпускном вечере в старшей школе. Арти обещает, что не нападет на Мардж, если он останется с ними, против чего Мардж возражает, но Гомер, Барт и Лиза — нет. Живя с семьей, Арти связывается с Лизой. Затем он пытается купить мороженое для Барта и Милхауса, но, когда его кредитная карта разрывается, он безуспешно пытается повеситься. Гомер сбивает Арти и ведет его к Мо.
Мардж видит в новостях, что SEC ищет Арти, который играет в покер с Гомером и его друзьями. Гомер выигрывает 98 % выпущенных акций Зиффкорп. SEC пытается арестовать Арти, но Гомер говорит, что он владеет 230 миллионами акций Зиффкорп, что делает его основным держателем акций. Чтобы защитить себя, Арти заставляет Гомера взять на себя вину. Гомер заключен под стражу SEC, предан суду и в конечном итоге приговорен к десяти годам тюремного заключения. Обвиняя в этом Арти и возмущенная его эгоизмом, Мардж выгоняет Арти из дома и говорит ему, что никогда больше не хочет его видеть.
Посещая таверну Мо, Арти встречает Пэтти и Сельму, и Сельма приводит Арти в свою квартиру после того, как он упоминает о заключении Гомера в тюрьму. Когда они проводят ночь вместе, Арти составляет план перевернуть свои корпоративные книги, чтобы признать себя настоящим мошенником. Он сдается, и Гомер выходит из тюрьмы. Семья бросает последний взгляд на своего «дядю Арти», который, к их гневу, тушит сигареты заключенных из бутылочки со шприцем.